# Jared Golden
Jared Forrest Golden (Lewinston, Maine; 25 de julio de 1982) es un político estadounidense y veterano de la Infantería de Marina que se desempeña como representante de los Estados Unidos por el 2.º distrito congresional de Maine desde 2019. Miembro del Partido Demócrata, su distrito, el más grande al este del río Misisipi por área, cubre las cuatro quintas partes del norte del estado, incluidos Lewiston, Bangor y Auburn. Es, junto con Angus King y Chellie Pingree, el primer miembro del Congreso en ser elegidos por votación por orden de preferencia. Es el único miembro del Congreso elegido después de terminar segundo en la primera ronda de segunda vuelta instantánea.

## Biografía

### Primeros años y educación
Nació en Lewiston y se crio en Leeds. Asistió a la escuela secundaria del área de Leavitt. Se matriculó como estudiante en la Universidad de Maine en Farmington, pero se fue después de un año para unirse al Cuerpo de Marines de los Estados Unidos en 2002. Sirvió en viajes de combate en Irak y Afganistán.
Después de regresar a su hogar en Maine, asistió a Bates College y se graduó con una licenciatura en historia y política. Luego pasó a trabajar para una empresa de logística internacional y luego para la senadora por Maine, Susan Collins, en el Comité de Asuntos Gubernamentales y Seguridad Nacional.

### Cámara de Representantes de Maine
Regresó a Maine en 2013 para trabajar para la Oficina Demócrata de la Cámara en la Legislatura de Maine. Como demócrata, se postuló y fue elegido para la Cámara de Representantes de Maine en 2014, en representación de la ciudad de Lewiston. Fue reelecto en 2016. En la siguiente sesión legislativa, se convirtió en asistente del líder de la mayoría de la Cámara. Presidió el Comité de Elecciones y el Comité Selecto Conjunto sobre Reglas Conjuntas.

### Cámara de Representantes de Estados Unidos

#### Elecciones
- 2018: el 24 de agosto de 2017, anunció su candidatura contra Bruce Poliquin para servir en la Cámara de Representantes de los Estados Unidos por el 2.º distrito congresional de Maine.[4] El 20 de junio de 2018, fue declarado ganador de las primarias demócratas, derrotando al ambientalista Lucas St. Clair y al dueño de una librería, Craig Olson.[9] La noche de las elecciones, estaba detrás de Poliquin por 2 000 votos. Como ninguno de los candidatos obtuvo la mayoría, el sistema de votación por orden de preferencia recientemente implementado en Maine pidió que los votos de los independientes Tiffany Bond y William Hoar se redistribuyeran a Poliquin o Golden de acuerdo con la segunda opción de sus votantes. Las encuestas a boca de urna indicaron que el 90 % de los partidarios de los independientes clasificaron a Golden como su segunda opción, lo que en el papel fue suficiente para darle a Golden la victoria.[10] Los partidarios de los independientes clasificaron a Golden como su segunda opción por un margen abrumador, lo que le permitió derrotar a Poliquin por 3 000 votos después de la tabulación final.[11] Es el primer retador en derrocar a un titular en el distrito desde 1916.[12] Poliquin se opuso al uso de la votación por orden de preferencia en las elecciones y afirmó ser el ganador debido a su ventaja en la primera ronda. Presentó una demanda en un tribunal federal para que se declarara inconstitucional la votación por orden de preferencia y ser declarado ganador. El juez Lance E. Walker rechazó todos los argumentos de Poliquin y confirmó los resultados certificados.[13] Poliquin apeló ante la Corte de Apelaciones del Primer Circuito y solicitó una orden para evitar que Golden fuera certificado como ganador, pero la solicitud fue rechazada.[14] El 24 de diciembre, Poliquin retiró su demanda y permitió que Golden tomara el escaño.[15]

- 2020: se presentó a la reelección y ganó las primarias demócratas sin oposición. Su oponente republicano fue Dale Crafts, un exrepresentante de Maine. La mayoría de los expertos políticos esperaban que Golden ganara fácilmente las elecciones generales; las encuestas lo mostraron por delante de Crafts en un promedio 19 puntos, Sabato's Crystal Bal y The Cook Political Report calificaron el concurso como "probablemente demócrata", y el sitio web de análisis FiveThirtyEight predijo que Golden tenía un 96 de 100 de ganar, con Golden obteniendo casi el 57 % de los votos en su proyección del escenario más probable.[16][17][18][19] En noviembre, derrotó a Crafts 53 % contra el 47 %, un margen más cercano de lo esperado.[20] El presidente Donald Trump ganó el distrito en esa misma elección.[21]
2022: se presentó a la reelección en 2022 y ganó las primarias demócratas sin oposición.[22] Se enfrentó de nuevo a Bruce Poliquin, y a la independiente Tiffany Bond, quien también se postuló para el segundo escaño del distrito del Congreso en 2018. En julio, recibió el respaldo de la Orden Fraternal de Policía, el sindicato policial más grande de Maine, que "dividió el boleto" al respaldar también al exgobernador republicano Paul LePage.[23] Las encuestas volvieron a mostrar a Golden con una ventaja,[24]  pero muchas organizaciones calificaron el escaño como un "competitivo", ya que el actual presidente Joe Biden era impopular y la inflación se acercaba a los máximos de los últimos 40 años; Decision Desk HQ incluso calificó el escaño como más inclinado hacia los republicanos.[25] No obstante, Golden lideró el campo en la primera ronda y derrotó a Poliquin con 53 % de los votos, después de que la mayoría de los votos de segunda opción de Bond se dirigieran hacia él.[26]

#### Mandato
Prestó juramento el 3 de enero de 2019. Durante la elección para presidente de la Cámara, votó en contra de Nancy Pelosi, como se había comprometido a hacer durante su campaña. En su lugar votó por la representante Cheri Bustos, de Illinois. El 18 de diciembre de 2019, votó a favor del primero de los dos artículos de juicio político contra Donald Trump, pero fue uno de los tres demócratas que votó en contra del segundo.
El 6 de febrero de 2020, respaldó al senador Michael Bennet, de Colorado, para presidente durante las primarias presidenciales del Partido Demócrata de 2020.
Hasta agosto de 2022, había votado, de acuerdo con la posición declarada de Joe Biden, el 85,7 % de las veces, la tasa más baja de cualquier miembro del Caucus Demócrata.

## Posiciones políticas
Golden es considerado un demócrata moderado o incluso conservador. Es uno de los tres copresidentes de la Coalición Blue Dog.

### Política COVID-19
En enero de 2023, Golden fue uno de los siete demócratas que votaron con los republicanos a favor de la H.R.497, la Ley de Libertad para los Trabajadores de la Salud, que buscaba levantar los mandatos de vacunación contra la COVID-19 para los trabajadores de la salud.Un día después, estuvo entre los 12 demócratas que apoyaron con los republicanos una resolución para poner fin a la emergencia nacional por la COVID-19.

### Reforma de la justicia penal

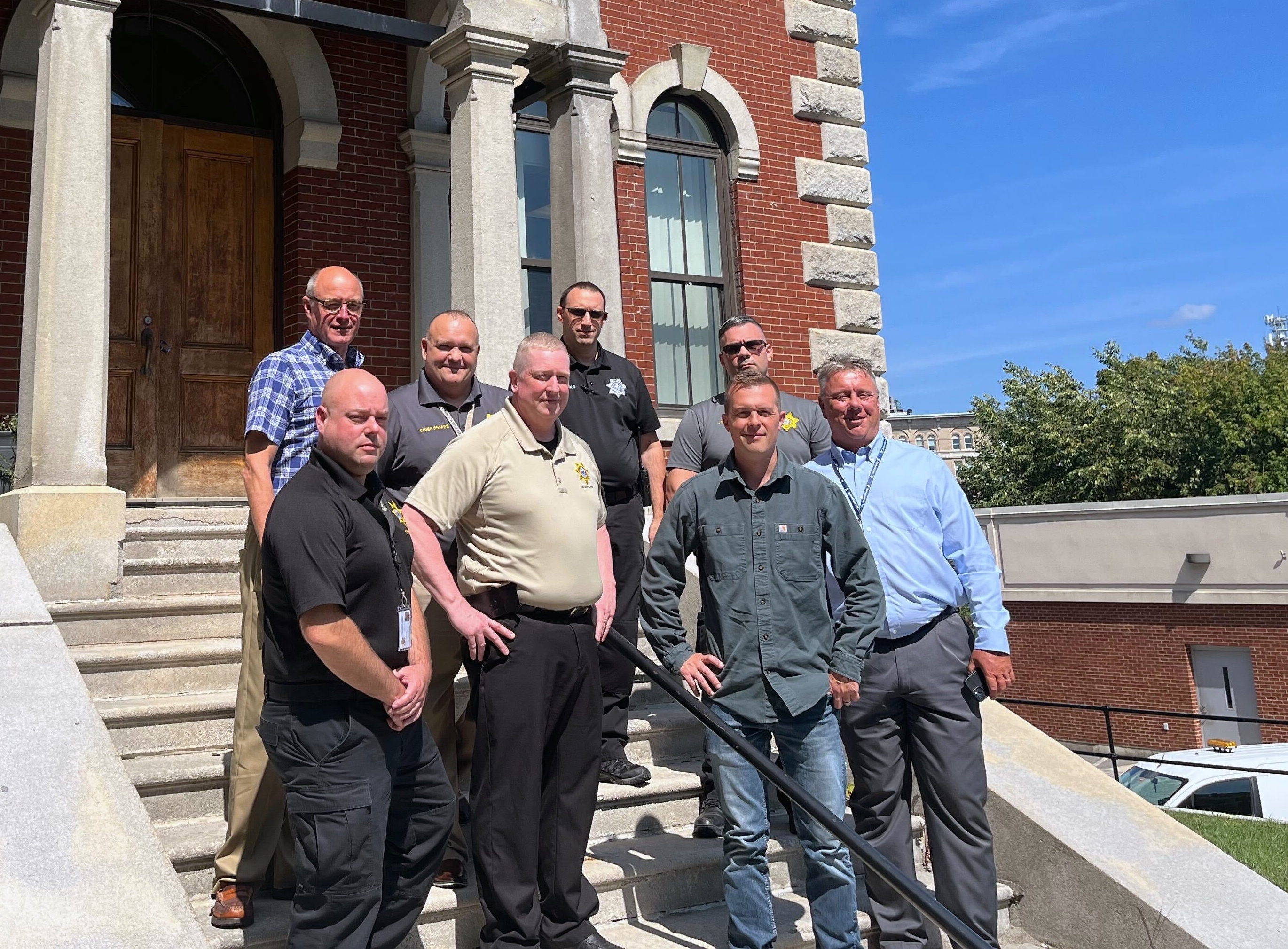
Golden se reúne con el sheriff y el personal del condado de Penobscot

Golden fue uno de los dos demócratas que votaron con los republicanos en contra de la Ley de Justicia Policial George Floyd.Si bien reconoció que el proyecto de ley tenía muchas disposiciones buenas, como la creación de un registro nacional de mala conducta policial, el aumento de la recopilación de datos, la promoción de tácticas de desescalada y la prohibición de estrangulamientos a menos que se autorizara el uso de fuerza letal, expresó su preocupación por las restricciones propuestas a la inmunidad cualificada. Golden también criticó la falta de más negociaciones desde la aprobación inicial del proyecto de ley.

### Educación
Golden fue uno de los dos demócratas de la Cámara de Representantes, junto con el representante Gluesenkamp Pérez, que se pusieron del lado de los republicanos en la votación para revocar el plan de cancelación de la deuda de préstamos estudiantiles del presidente Biden de 2023.

### Política exterior
Durante la guerra ruso-ucraniana, Golden organizó una carta firmada por varios miembros del Congreso, instando al presidente Biden a enviar aviones de combate F-16 a Ucrania.En la guerra entre Israel y Hamás, Golden se opuso a los llamados a un alto el fuegoy votó a favor de proporcionar 14.300 millones de dólares en fondos adicionales para apoyar las operaciones militares israelíes en la Franja de Gaza al comienzo de la guerra.

### Armas de fuego

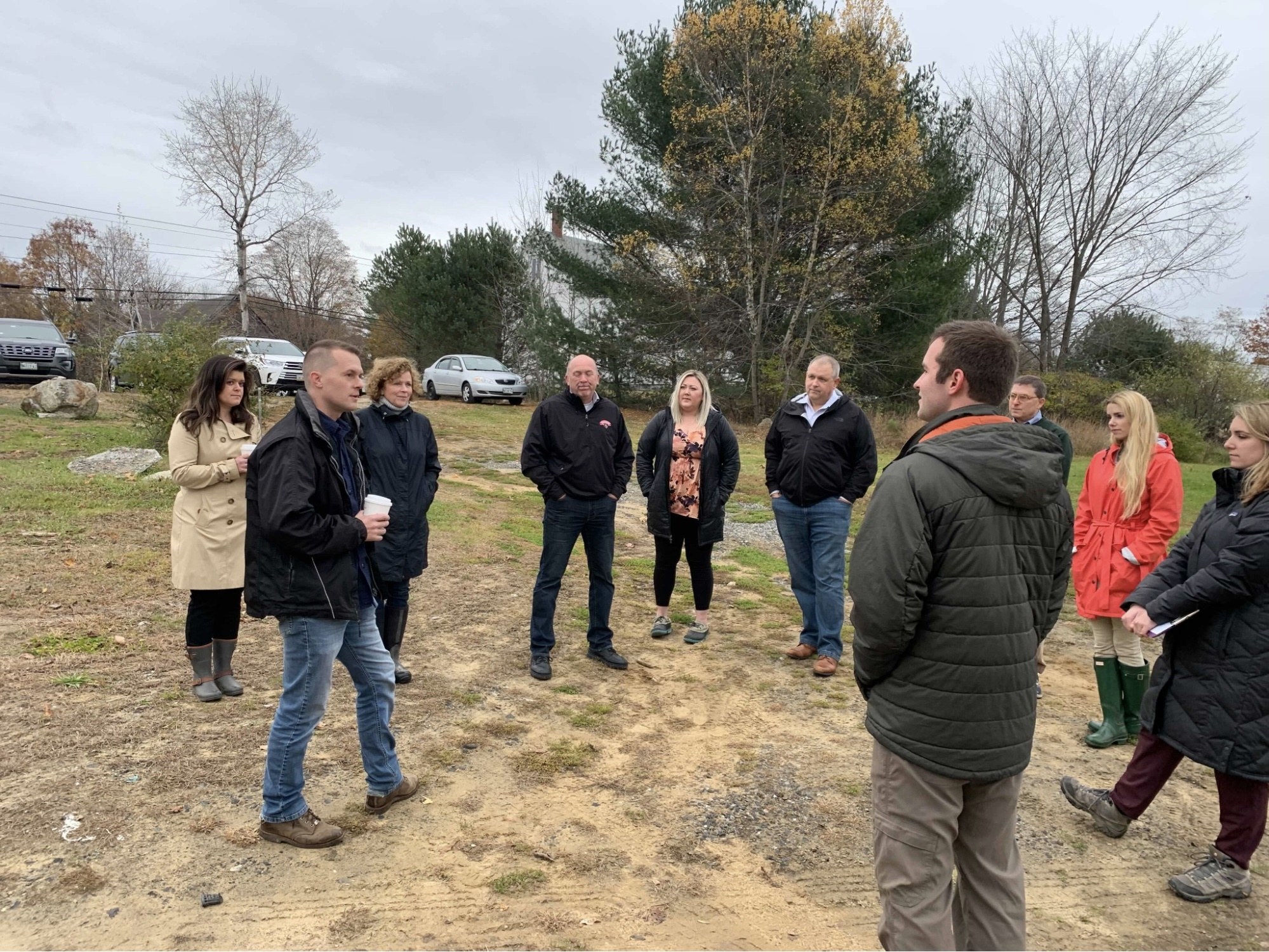
Golden se reúne con sus electores

Jared Golden fue el único demócrata que se opuso a la Ley de Verificación Bipartidista de Antecedentes Penales, que tenía como objetivo ampliar las verificaciones de antecedentes para la compra de armas. También fue uno de los dos demócratas, junto con Ron Kind de Wisconsin, que votó en contra de la Ley de Verificación de Antecedentes Mejorada de 2021, que buscaba cerrar la laguna legal de Charleston. Ambos proyectos de ley fueron aprobados por la Cámara en marzo de 2021.
En 2022, Golden y Kurt Schrader de Oregon fueron los únicos demócratas que votaron en contra de aumentar la edad mínima para comprar rifles semiautomáticos de 18 a 21 años.Más tarde ese año, Golden se unió a los republicanos y otros cuatro demócratas para votar en contra de un proyecto de ley que proponía prohibir las armas de asalto.
Sin embargo, después de los tiroteos de Lewiston en 2023 en su ciudad natal, donde murieron 18 personas, Golden cambió su postura. Se disculpó y pidió una prohibición federal de las armas de asalto. En una entrevista con el Wall Street Journal, afirmó: "Realmente creo que cualquier ciudadano respetuoso de la ley y competente debería tener un acceso bastante fácil a las armas de fuego". Sin embargo, el tiroteo le planteó preguntas y afirmó: "¿Voy a empezar a llevar un AR-15 colgado del hombro cuando voy al supermercado, cuando voy a un restaurante?" Señaló que las probabilidades de estar en el lugar adecuado para detener a un tirador activo eran escasas. "¿Y qué responsabilidades tengo como líder de la comunidad?"

## Vida personal
La esposa de Golden, Isobel (de soltera Moiles), se desempeñó como concejala de la ciudad de Lewiston de 2016 a 2018. Tienen una hija que nació en mayo de 2021.